# Михайловское (Карелия)
Миха́йловское (карел. Syrd’, Kuujärvi) — село в Олонецком национальном районе Карелии, административный центр Михайловского сельского поселения.

## Общие сведения
Находится в 52 км к востоку от города Олонца, связано с ним автомобильной дорогой. Располагается на берегах озёр Долгого, Лоянского и реки Кирьги.
В селе находятся средняя школа, амбулатория, дом культуры, школьный краеведческий музей. В селе действует церковь Казанской иконы Божией Матери.
В доме культуры регулярно проходят различные мероприятия.
Вблизи села расположены памятники археологии III тыс. до н. э. — «Стоянка Долгое I» и «Стоянка Лоянское I».
В 10 км на северо-восток от села расположен государственный региональный болотный памятник природы — Болото Лебяжье площадью 700,0 га, место массового гнездования и остановки для кормёжки перелётных птиц.

## История

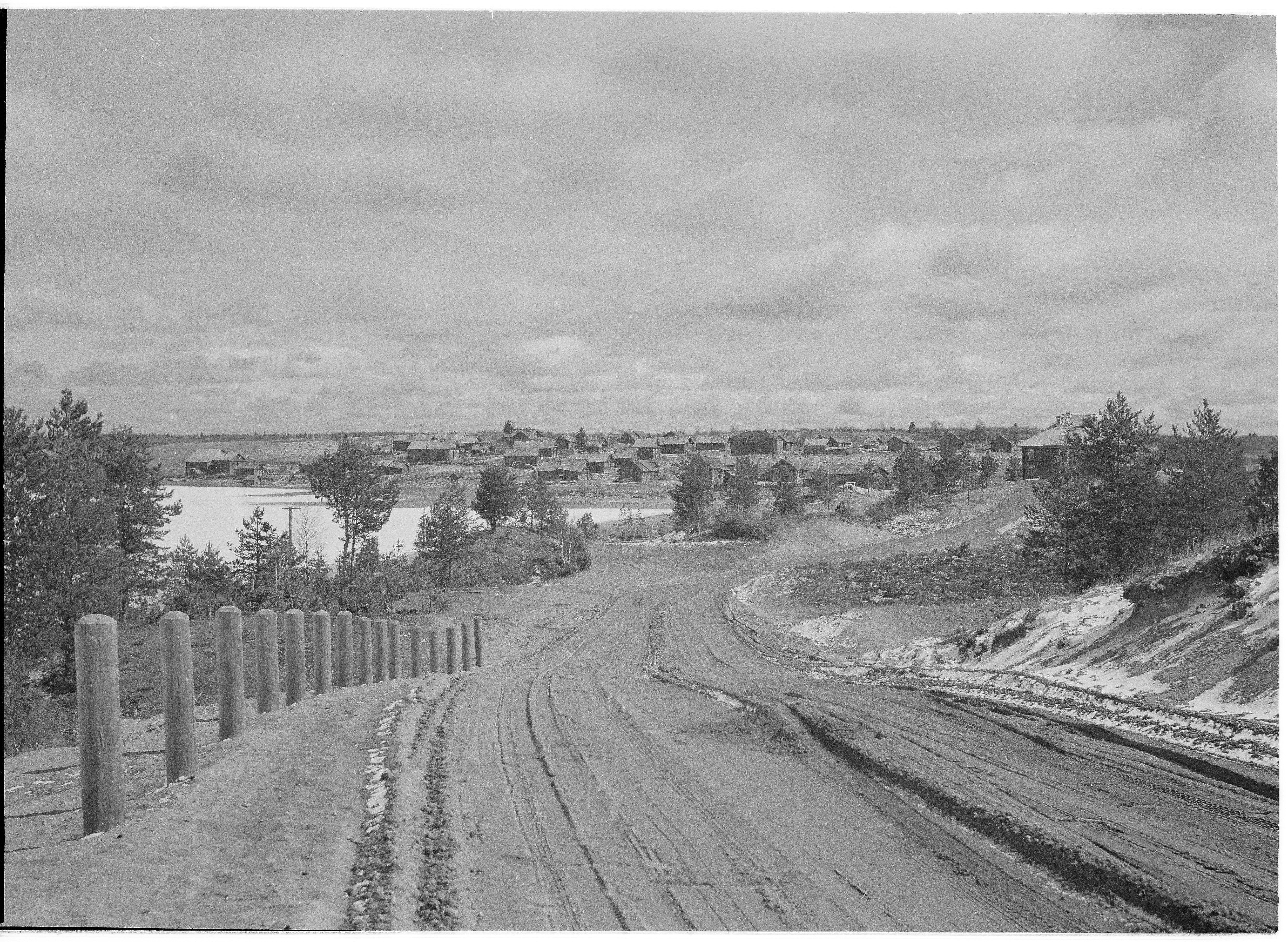
Общий вид деревни Устье в 1942 году

Впервые упоминается в 1563 году в писцовой книге Обонежской пятины под названием Лояницы на Лоянском озере.
С XVIII века — центр Лоянской волости Олонецкого уезда. Затем входит в Важинскую волость, образуя Лоянский приход при церкви (сгорела в 1928 году).
В 1957 году село объединило несколько деревень: Кирьга, Палнаволок и Устье.

## Достопримечательности
Сохраняется памятник истории — Братская могила советских воинов, погибших в годы Великой Отечественной войны. В могиле захоронены 5 воинов 18-й Мгинской Краснознамённой стрелковой дивизии. На территории братской могилы находится захоронение уроженца села, пограничника Ф. Е. Заводова, погибшего в 1941 году на медвежьегорском направлении. В 2013 году, рядом с братской могилой, на установленных 4 плитах из габбро-диабаза, увековечены 192 фамилии односельчан, погибших на фронтах Великой Отечественной войны.

## Население
| 2002 | 2009 | 2010 | 2013 |
| ---- | ---- | ---- | ---- |
| 561  | ↗605 | ↘410 | ↘377 |

## Улицы села
- ул. 40-летия Победы
- ул. Гористая
- ул. Красноармейская
- ул. Набережная
- ул. Новая
- ул. Октябрьская
- ул. Советская
- ул. Школьная

## Связь
В Михайловском имеется городское отделение почтовой связи.